# Kolarevo Selo
Kolarevo Selo – wieś w Chorwacji, w żupanii bielowarsko-bilogorskiej, w gminie Ivanska. W 2011 roku liczyła 159 mieszkańców.